# Referendo constitucional na Irlanda em 2008

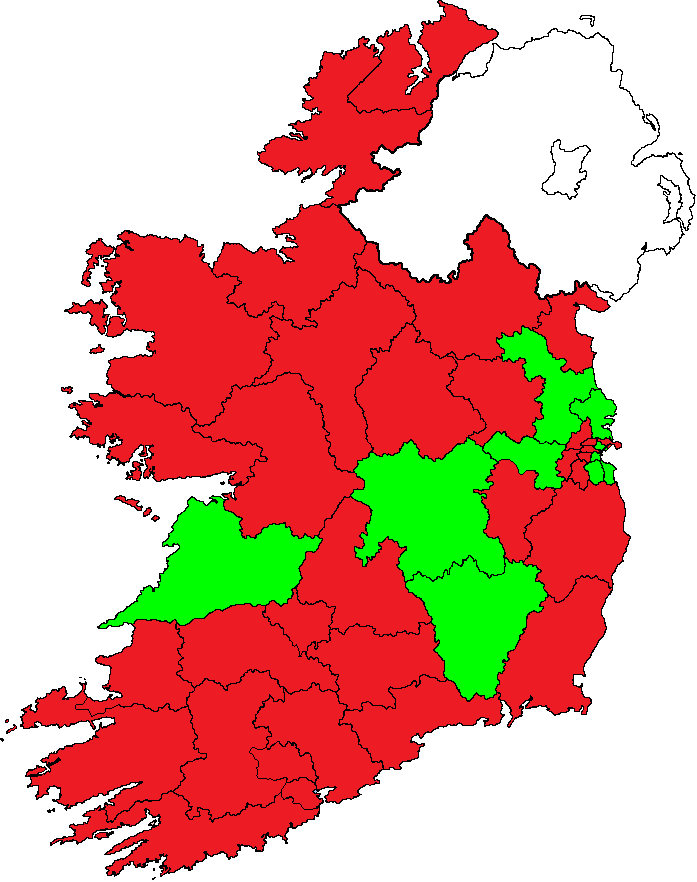
Resultados do referendo por estado.
NÃO
SIM

O referendo constitucional irlandês de 2008  foi realizado em 12 de junho. Foi votado um projeto de lei introduzido pelo governo do país para ratificar o Tratado de Lisboa. De acordo com a Constituição da Irlanda, as decisões mais importantes a nível nacional ou internacional que envolvam a Irlanda, devem ser referendadas. Os resultados foram anunciados no dia seguinte, dando maioria absoluta ao "não", chumbando assim o Tratado reformador da União Europeia.

## Sondagens
| Data da realização    | A favor | Contra | Indecisos |
| --------------------- | ------- | ------ | --------- |
| 7 de junho de 2008    | 42%     | 39%    | 19%       |
| 5 de junho de 2008    | 30%     | 35%    | 35%       |
| 24 de maio de 2008    | 41%     | 33%    | 26%       |
| 16 de maio de 2008    | 35%     | 18%    | 47%       |
| 10 de maio de 2008    | 38%     | 28%    | 34%       |
| 26 de abril de 2008   | 35%     | 31%    | 34%       |
| 14 de abril de 2008   | 28%     | 12%    | 60%       |
| 1 de março de 2008    | 46%     | 23%    | 31%       |
| 27 de janeiro de 2008 | 45%     | 25%    | 31%       |
| 26 de janeiro de 2008 | 26%     | 10%    | 66%       |
| Outubro de 2007       | 25%     | 13%    | 62%       |

## Referendo
O referendo foi realizado em 43 círculos eleitorais. Na tabela seguinte, estão mostrados os dados referentes aos resultados por estado.
| Círculo (Estado)        | Eleitorado | Votos nulos | Total (%)    | A favor (%)  | Contra (%)   |
| ----------------------- | ---------- | ----------- | ------------ | ------------ | ------------ |
| Carlow-Kilkenny         | 103,397    | 228         | 52,644 (51%) | 26,210 (50%) | 26,206 (50%) |
| Cavan-Monaghan          | 92,920     | 190         | 49,649 (53%) | 22,346 (45%) | 27,113 (55%) |
| Clare                   | 77,398     | 145         | 40,617 (52%) | 20,982 (52%) | 19,490 (48%) |
| Cork East               | 83,850     | 169         | 42,398 (51%) | 18,177 (43%) | 24,052 (57%) |
| Cork North Central      | 65,738     | 134         | 35,120 (53%) | 12,440 (36%) | 22,546 (64%) |
| Cork North West         | 63,574     | 114         | 35,358 (56%) | 16,253 (46%) | 18,991 (54%) |
| Cork South Central      | 89,844     | 177         | 49,455 (55%) | 22,112 (45%) | 27,166 (55%) |
| Cork South West         | 58,225     | 143         | 32,184 (55%) | 14,235 (44%) | 17,806 (56%) |
| Donegal North East      | 56,195     | 144         | 25,654 (46%) | 9,006 (35%)  | 16,504 (65%) |
| Donegal South West      | 60,079     | 113         | 27,946 (47%) | 10,174 (37%) | 17,659 (63%) |
| Dublin Central          | 57,864     | 121         | 28,265 (49%) | 12,328 (44%) | 15,816 (56%) |
| Dublin Mid West         | 61,622     | 74          | 31,833 (52%) | 12,577 (40%) | 19,182 (60%) |
| Dublin North            | 81,550     | 187         | 45,077 (55%) | 22,696 (51%) | 22,194 (49%) |
| Dublin North Central    | 51,156     | 77          | 31,245 (61%) | 15,772 (51%) | 15,396 (49%) |
| Dublin North East       | 52,432     | 101         | 29,991 (57%) | 12,917 (43%) | 16,973 (57%) |
| Dublin North West       | 49,893     | 74          | 31,833 (52%) | 12,577 (40%) | 19,182 (60%) |
| Dublin South            | 87,855     | 147         | 51,342 (58%) | 32,190 (63%) | 19,005 (37%) |
| Dublin South Central    | 67,499     | 136         | 42,170 (52%) | 16,410 (39%) | 25,624 (61%) |
| Dublin South East       | 81,743     | 116         | 27,871 (50%) | 17,111 (62%) | 10,644 (38%) |
| Dublin South West       | 56,202     | 124         | 36,181 (54%) | 12,601 (35%) | 23,456 (65%) |
| Dublin West             | 52,173     | 94          | 28,421 (55%) | 13,573 (48%) | 14,754 (52%) |
| Dún Laoghaire           | 84,710     | 137         | 49,810 (59%) | 31,524 (64%) | 18,149 (37%) |
| Galway East             | 80,569     | 166         | 40,124 (50%) | 18,728 (47%) | 21,230 (53%) |
| Galway West             | 85,642     | 190         | 42,844 (50%) | 19,643 (46%) | 23,011 (54%) |
| Kerry North             | 54,787     | 112         | 16,496 (56%) | 11,306 (41%) | 16,702 (59%) |
| Kerry South             | 51,338     | 117         | 27,257 (54%) | 11,569 (43%) | 15,571 (57%) |
| Kildare North           | 71,429     | 117         | 36,815 (52%) | 20,045 (55%) | 16,653 (45%) |
| Kildare South           | 57,145     | 80          | 27,858 (49%) | 13,470 (49%) | 14,308 (51%) |
| Laois-Offaly            | 105,053    | 243         | 56,992 (54%) | 31,786 (56%) | 24,963 (44%) |
| Limerick East           | 76,735     | 168         | 39,444 (51%) | 18,085 (46%) | 21,191 (54%) |
| Limerick West           | 57,847     | 129         | 29,958 (52%) | 13,318 (45%) | 16,511 (55%) |
| Longford-Westmeath      | 81,834     | 192         | 42,065 (51%) | 19,371 (46%) | 22,502 (54%) |
| Louth                   | 83,458     | 168         | 44,565 (53%) | 18,586 (42%) | 25,811 (58%) |
| Mayo                    | 95,250     | 197         | 48,822 (51%) | 18,624 (38%) | 30,001 (62%) |
| Meath East              | 67,415     | 105         | 34,148 (51%) | 17,340 (51%) | 16,703 (49%) |
| Meath West              | 62,816     | 119         | 32,589 (52%) | 14,442 (45%) | 18,028 (55%) |
| Roscommon-South Leitrim | 59,728     | 131         | 33,962 (57%) | 15,429 (47%) | 18,402 (54%) |
| Sligo-North Leitrim     | 55,591     | 130         | 29,228 (53%) | 12,602 (44%) | 16,496 (56%) |
| Tipperary North         | 55,941     | 148         | 32,750 (59%) | 16,235 (50%) | 16,367 (50%) |
| Tipperary South         | 53,687     | 148         | 29,756 (56%) | 13,853 (47%) | 15,755 (53%) |
| Waterford               | 72,052     | 160         | 38,474 (54%) | 17,502 (46%) | 20,812 (54%) |
| Wexford                 | 101,124    | 205         | 53,369 (53%) | 23,371 (44%) | 29,793 (56%) |
| Wicklow                 | 85,918     | 206         | 52,272 (61%) | 25,936 (50%) | 26,130 (50%) |

Com todos os 43 círculos eleitorais declarados:
| Eleitorado | Nulos | Total (%)         | A favor (%)     | Contra (%)      |
| ---------- | ----- | ----------------- | --------------- | --------------- |
| 3,051,278  | 6,171 | 1,621,037 (53.1%) | 752,451 (46.6%) | 862,415 (53.4%) |